# Palauiska köket

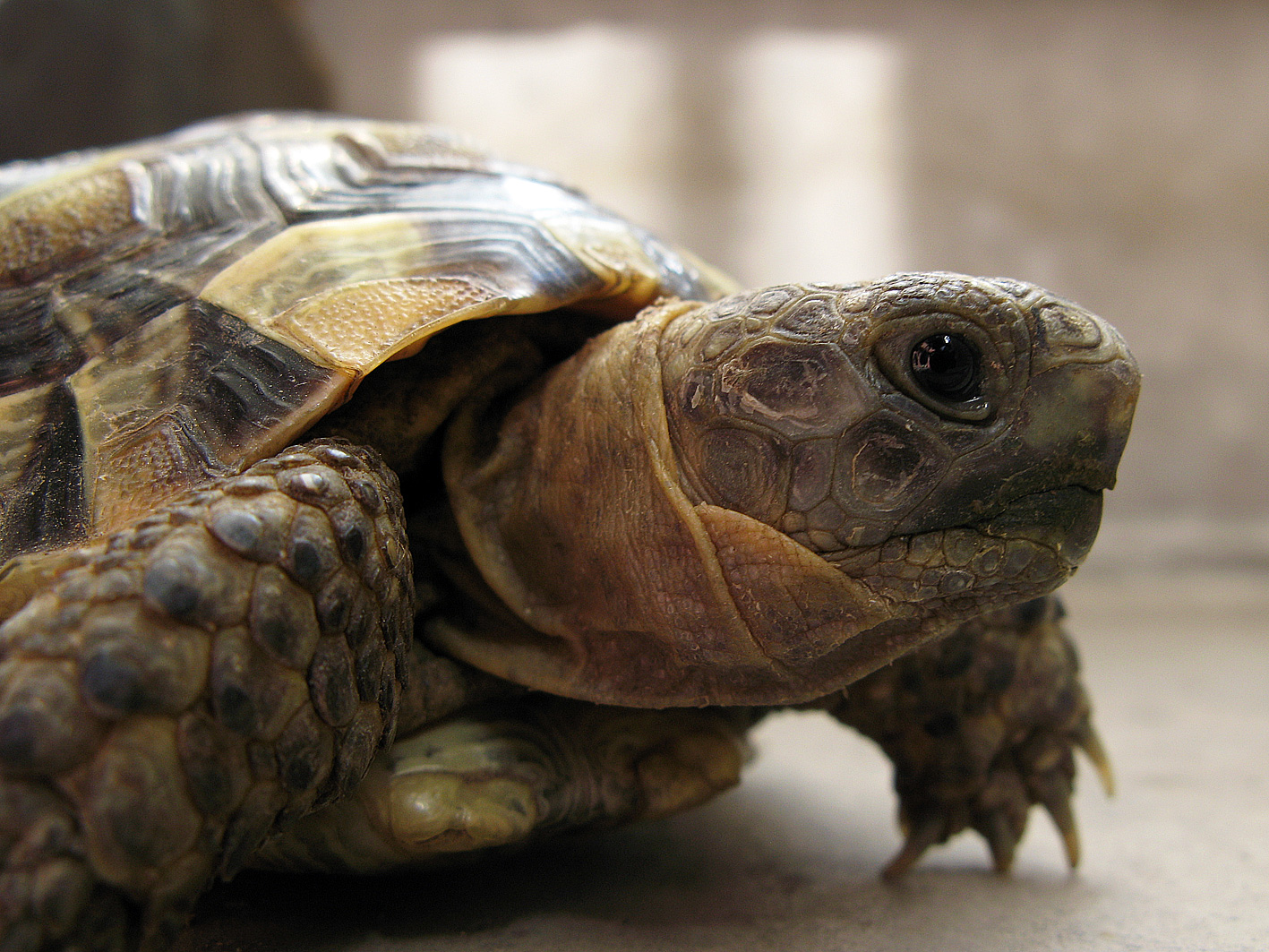
Sköldpadda, populär mat i Palau.

Palauiska köket kännetecknas ofta av fisk och skaldjur. 
I Palau har man ett rikt havsliv. Exempel på vanliga havsdjur är musslor, hummer, mangrovekrabba, landkrabbor och rocka. En specialrätt i Palau är grillad sköldpadda. 
Palau hade mycket begränsad färskvaruproduktion och inga lokala kött eller mjölkprodukter. Beroende av det månatliga fraktfartyget från USA med basvaror förlitar sig palauerna mest på ymnigheten av färsk fisk och skaldjur. 
En annan viktig stapelvara är frukter som ofta äts i form av soppor. Det finns många restauranger från olika delar av världen i de turismrika delarna av landet, även om lokalbefolkningen sällan besöker dessa. Vanligtvis är det männen som fiskar och kvinnorna som tillagar maten. Maten tillagas oftast i utomhuskök och äts med hela familjen. Fisk, jättemusslor, krabbor och kräftor tillagades ofta alla råa och tillagades primitivt i en kruka över en träeld. Många rätter serveras med ris, tapioka, sötpotatis eller frukt.Kokosnötter och bananer växer vilt i Palau och äts därför ofta. 
Flyghundar som kokas i kokosmjölk med ingefära samt några andra kryddor i några timmar är traditionella lokala rätter.